# كارلتون باول
كارلتون باول (بالإنجليزية: Carlton Powell)‏ هو لاعب كرة قدم أمريكية أمريكي، ولد في 14 أغسطس 1985 في نورفولك في الولايات المتحدة.

## وصلات خارجية
- كارلتون باول على موقع مرجع كرة القدم المحترفة.كوم (الإنجليزية)